# Tyresö (Gemeinde)
Koordinaten: 59° 15′ N, 18° 14′ O

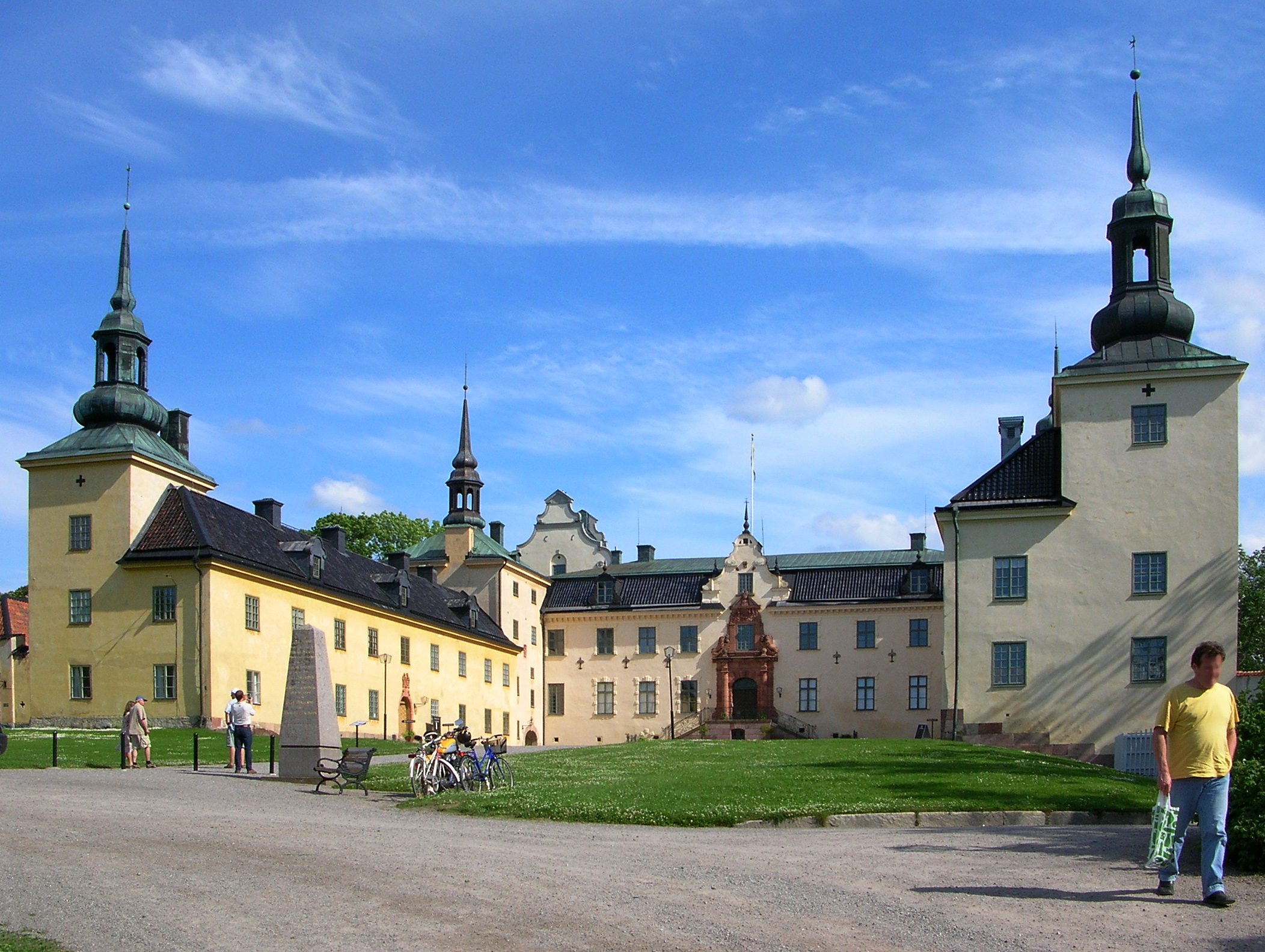
Schloss Tyresö

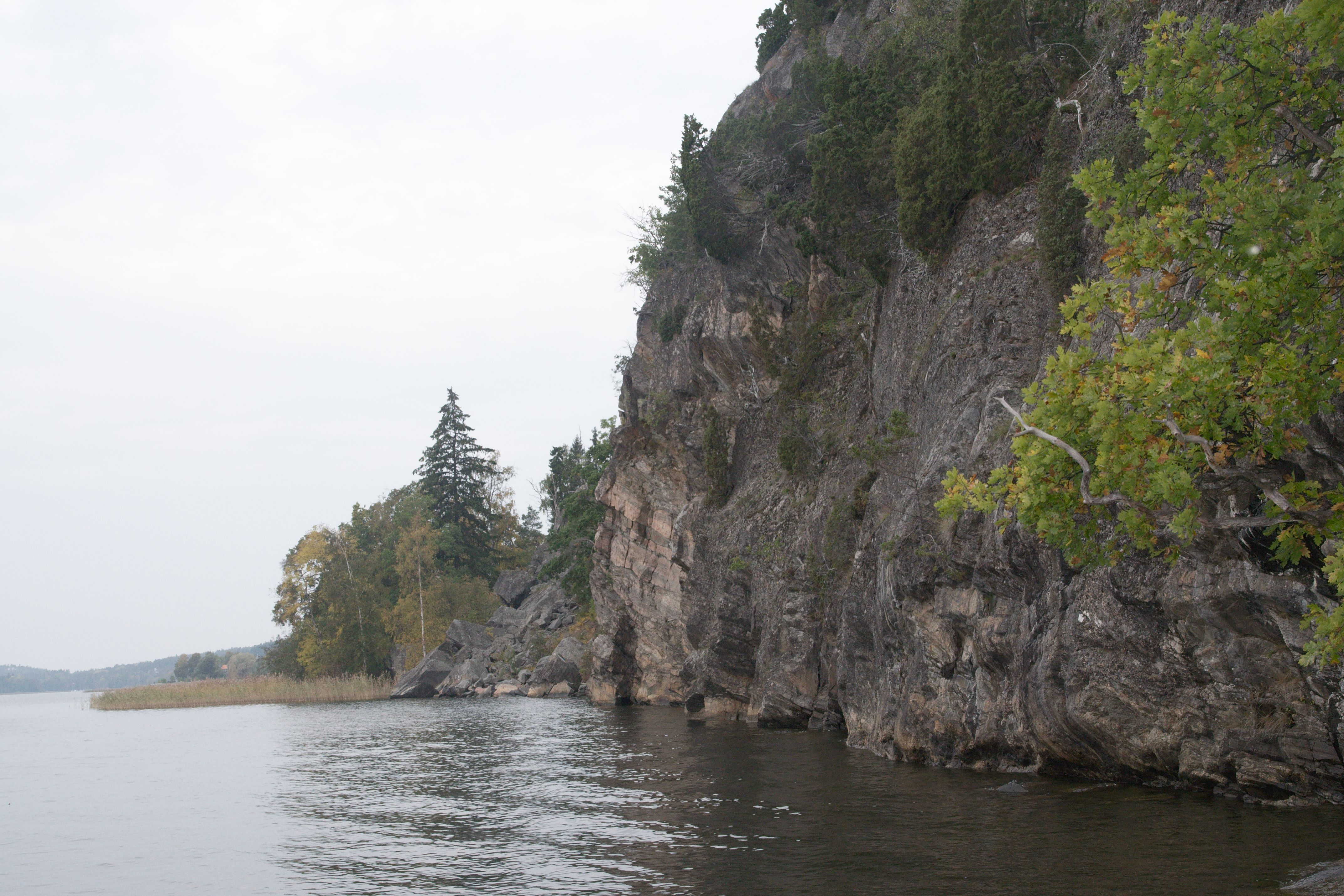
Klövberget

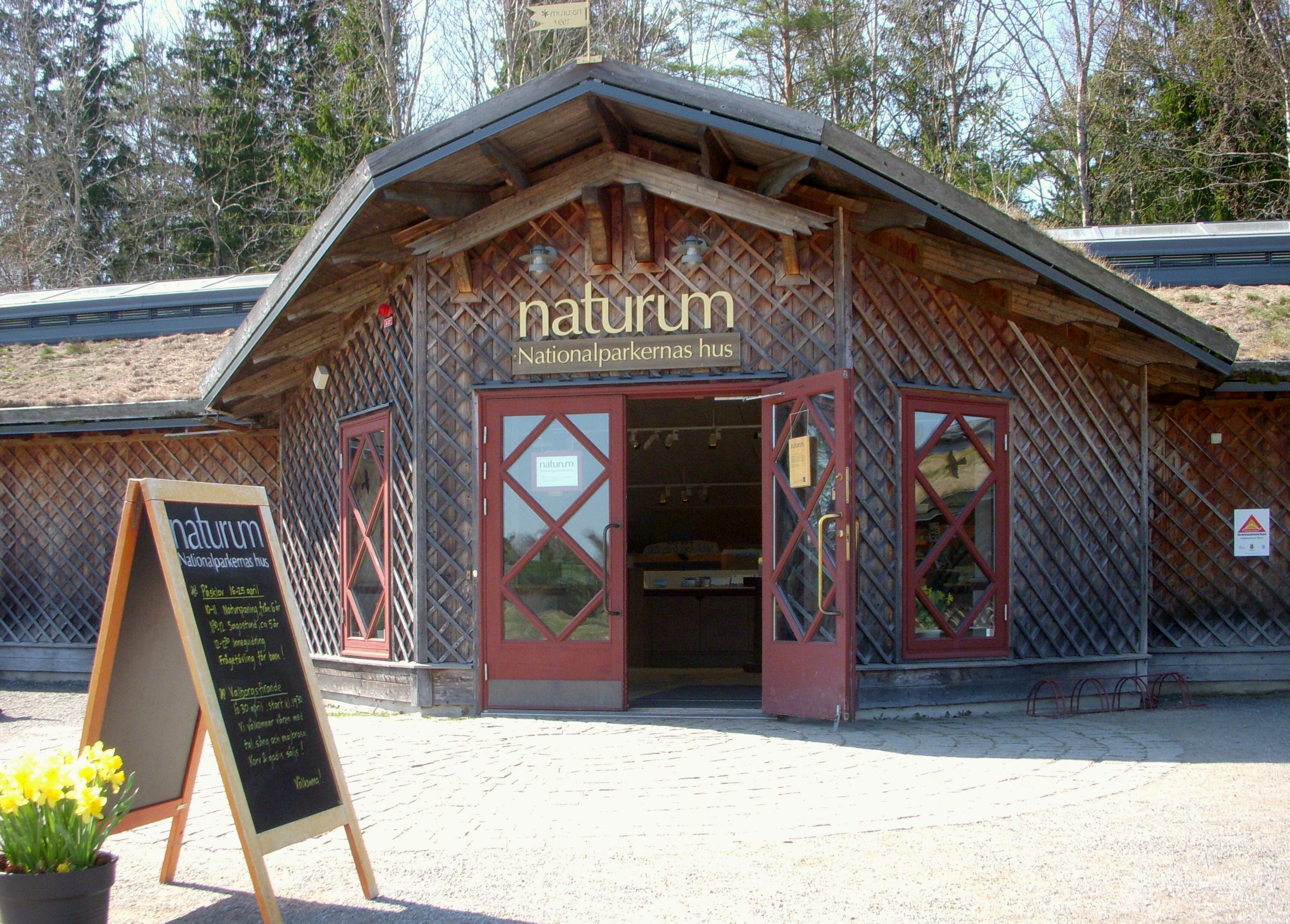
Tyresta-Nationalpark

Tyresö ist eine Gemeinde (schwedisch kommun) in der schwedischen Provinz Stockholms län und der historischen Provinz Södermanland. Der Hauptort der Gemeinde ist Bollmora.

## Geographie
Die Gemeinde liegt an der Ostseeküste und hat auch Teil an der Schärenlandschaft von Stockholm. Die Gegend wurde durch die letzte Eiszeit geformt mit flachen Hügeln und trogartigen Tälern, die reich an Seen sind. Im Süden befinden sich urwaldartige Gebiete, die teilweise als Naturreservat geschützt sind. Mit 84 Metern über dem Meer ist Telegrafberget die höchste Erhebung der Gemeinde.
Tyresö grenzt im Norden an die Gemeinden Stockholm und Nacka, im Süden an Haninge, im Westen an Huddinge und im Osten an Värmdö.

## Geschichte
Die ersten Menschen kamen vor 3000 Jahren in das Gebiet der Gemeinde, doch feste Siedlungen gab es erst ab dem 7. Jahrhundert. Im 14. Jahrhundert entstand ein Landgut, das drei Jahrhunderte später große Teile der heutigen Provinz Stockholms län beherrschte. In dieser Zeit ließ Gabriel Oxenstierna das Schloss und die Kirche von Tyresö bauen.
Aufgrund der energiereichen Flüsse zwischen den vielen Seen entwickelte sich Tyresö zu einem industriellen Zentrum in der Nähe von Stockholm. Hier gab es Mühlen, Walzwerke, Schmieden, Papiermühlen, Sägewerke und Ziegeleien. Keine von diesen Manufakturen ist bis heute erhalten. Nur die Mühle von Uddby wurde nach 1895 zu einem Wasserkraftwerk umgebaut, das heute die einzige Anlage seiner Art in der Stockholmer Umgebung darstellt.
Zu Beginn des 20. Jahrhunderts wurden große Teile des Landgutes aufgeteilt und in Gebiete mit Sommerhäusern umgewandelt. In den 1950er Jahren entstanden im Hauptort Bollmora größere Wohngebiete im Zusammenhang mit dem schwedischen Millionenprogramm. In dieser Zeit wuchs die Einwohnerzahl des Ortes von 5.000 bis über 40.000.

## Sehenswürdigkeiten
- Schloss Tyresö
- Kirche von Tyresö

## Persönlichkeiten
- Maria Sofia De la Gardie (1627–1694), Unternehmerin
- Lars Rune Söderdahl (* 1964), Schauspieler
- Anders Jarl (* 1965), Radrennfahrer
- Joakim Nordström (* 1992), Eishockeyspieler
- Goran Kajfeš (* 1970), Jazz- und Fusionmusiker
- Jennie Linnéll (* 1988), Handballspielerin und -trainerin
- Olof Kajbjer (* 1992), CS:GO-Spieler für FaZe Clan
- Ludvig Jurmala Åström (* 1999), Handballspieler
- Fabian Norsten (* 2000), Handballtorwart

## Sport
Die Damen-Mannschaft des Handballvereins Tyresö HF war dreimal schwedischer Meister.
Die Damenmannschaft des Fußballvereins Tyresö FF wurde 2012 schwedischer Meister und erreichte in der Saison 2013/14 das Endspiel der UEFA Women’s Champions League.

## Partnerstädte
- Porvoo, Finnland
- Cēsis, Lettland
- Savigny-le-Temple, Frankreich
- Wejherowo (Neustadt in Westpreußen, Kaschubien), Polen